# 下柬埔寨高棉人联合会
下柬埔寨高棉人联合会（英語：Khmers Kampuchea-Krom Federation,KKF) 是一个自称代表越南湄公河三角洲地区世居民族下高棉人的组织，在国际上主张人权、宗教自由和民族自决。该组织自2001年为无代表国家和民族组织和国际龙舟联合会的成员组织，自2004年开始积极参加联合国土著问题常设论坛。

## 成立
该组织成立于1985年，时年在美国纽约市举行了首届下高棉人议题世界大会（First World Convention on Khmer-Krom）。1996年，在加拿大多伦多举行的第5届世界大会上采用了如今的组织名称。

## 使命
该组织的使命是运用和平手段与国际法律来需求越南下高棉人的自由、正义和民族自决的权力。

## 经济
该组织的收入来自于居住在美国、加拿大、澳大利亚、新西兰和欧洲的下高棉人流亡者以及支持者的捐助。

## 旗帜
组织的旗帜由蓝黄红三色组成，蓝色代表自由和民主；黄色代表热爱和平和正义的下高棉人；红色代表下高棉人的英勇及为了祖国而作出的牺牲。